# OData協定
OData協定（英語：Open Data Protocol），它是一個開源的協定，以簡單和標準的方法，來建造或消除可查詢和可操作的RESTful API。它創始於2007年的微軟公司。 版本1.0, 2.0, 和3.0發行在微軟開放規格承諾書(Microsoft Open Specification Promise)。4.0版交由OASIS在2014年3月定出標準。2015年4月，OASIS進一步送出OData v4和OData JSON格式 v4給ISO/IEC JTC 1爭取成為國際標準。2016年12月，ISO/IEC發佈OData 4.0核心ISO/IEC 20802-1:2016和OData JSON Format格式ISO/IEC 20802-2:2016.
這個協定開啟了REST API的消漲，允許資源使用URL來識別並且定義在資料模型中，藉由簡單的HTTP訊息, 能夠被網路上的客戶端發行及編輯。它和JDBC以及ODBC類似，但是OData不侷限在關聯式資料庫。

## 標準化
在最初由微軟開發後，OData變成OASIS OData技術委員會(TC)的標準協定。
TC的參與商包括CA科技、思杰系统、IBM、微软、Progress Software、紅帽、SAP公司和SDL plc。